# آرزوتو بهم بگو (آلبوم چندآهنگه)
آرزوتو بهم بگو (غول چراغ جادو) دومین آلبوم چندآهنگه از گرلز جنریشن است. این آلبوم کوتاه در ۲۹ ژوئن ۲۰۰۹ توسط اس.ام. انترتینمنت منتشر شد. آهنگسازان یو یانگ جین، کنزی، هوانگ سونگ‌جی، کیم جین‌هوان، به تیم تولید این آلبوم کوتاه پیوستند.
گرلز جنریشن تبلیغات رسمی خود را در بانک موسیقی از ۲۶ ژوئن ۲۰۰۹ آغاز کردند و تبلیغات خود را در ۱۵ آگوست به پایان رساندند.

## تاریخ
آلبوم کوتاه در ۲۹ ژوئن ۲۰۰۹ منتشر شد. اولین برد آنها برای تک‌آهنگ «آرزوتو هم بگو» در قسمت پخش شده در ۱۰ ژوئیه ۲۰۰۹ از بانک موسیقی کی‌بی‌اس بدست آمد. دومین جایزه آنها در قسمت پخش شده در ۱۲ ژوئیه ۲۰۰۹ برنامهٔ اینکی‌گایو بود. این گروه در اوت ۲۰۰۹ تبلیغاتی را برای تک‌آهنگ «آرزوتو هم بگو» به پایان رساند. نماهنگ این ترانه کمی بعد منتشر شد و اعضای گروه با لباس‌های نیروی دریایی در بالای یک ساختمان می‌رقصیدند.

## عملکرد تجاری
این آلبوم در اولین هفته خود پس از انتشار، حدود ۵۰٬۰۰۰ نسخه فروخته است (تقریباً دو برابر تعداد فروش هفته اول «وای»)، یک دستآورد غیرمعمول برای هر گروه دخترانهٔ کره‌ای. این آلبوم‌ها تا سال ۲۰۱۰ بیش از ۲۰۰٬۰۰۰ فروختند.

## لیست آهنگ
| شماره      | نام                                 | سراینده | آهنگساز                                                                                                  | تنظیم                    | مدت   |
| ---------- | ----------------------------------- | --- | --- | ------------------------ | ----- |
| ۱.         | «آرزوتو بهم بگو» (소원을 말해봐)    | یو یانگ-جین | آن جودیت استوکه ویک، رابین جنسسن، رونی ویدور سوندنسن، نرمین هارامباسیک، فریولین دریای شمالی، یو یانگ جین | یو هان جین               | ۳:۵۰  |
| ۲.         | «اتود»                              | هوانگ سونگ جه (BJJMusic)، کیم جی هو                                                                              | هوانگ سونگ جه (BJJMusic)                                                                                 | هوانگ سونگ جه (BJJMusic) | ۳:۱۳  |
| ۳.         | «دوست دختر»                         | کیم جونگ بائه | کنزی | کنزی                     | ۳:۱۹  |
| ۴.         | «دوست پسر» (남자친구)               | کیم جی هو | کارستن لیندبرگ، یواخیم سوورس                                                                             | د گریت دینس و جوجو بیی   | ۳:۵۰  |
| ۵.         | «فرزند من» (동화)                   | آن جودیت استوکه ویک، رابین جنسسن، رونی ویدور سوندنسن، نرمین هارامباسیک، فریولین دریای شمالی، یو یانگ جین، یو جنی | هوانگ سونگ جه (BJJMusic)                                                                                 | هوانگ سونگ جه (BJJMusic) | ۳:۳۶  |
| ۶.         | «یک سال بعد» (۱년 後; جسیکا و اونو) | کیم جین هوان | کیم جین هوان                                                                                             | کیم جین هوان             | ۴:۰۱  |
| مجموع مدت: | مجموع مدت:                          | مجموع مدت: | مجموع مدت:                                                                                               | مجموع مدت:               | ۲۱:۵۲ |

## جوایز
| دوره | سال  | تاریخ     | جایزه              | عنوان                            | یادداشت                 |
| ---- | ---- | --------- | ------------------ | -------------------------------- | ----------------------- |
| ۲۴   | ۲۰۰۹ | ۱۰ دسامبر | جشنوارهٔ دیسک طلایی | جایزه بزرگ در انتشار کار دیجیتال | [ ۹ ]                   |
| ۲۴   | ۲۰۰۹ | ۱۰ دسامبر | جشنوارهٔ دیسک طلایی | قطعهٔ سال در انتشار کار دیجیتال   | ۵ قطعهٔ برتر دیجیتال سال |